# Бинц, Тита
Ти́та Бинц (нем. Tita Binz, урождённая Хуанита Ладевиг, нем. Juanita Ladewig, 1903, Франкфурт-на-Майне — 1970, Мангейм) — немецкий фотограф.

## Биография
Бинц была дочерью химика Артура Бинца и его жены, писательницы Хуаниты Ройтлингер.
Тита Бинц приехала в Берлин с семьёй в 1911 году. В школьные годы увлеклась фотографией. Сразу после окончания школы начала учиться на фотографа у своего дяди Леопольда-Эмиля Ройтлингера в Париже.
Позже Бинц обосновалась в Берлине. Сначала она зарабатывала на жизнь ассистентом в нескольких фотостудиях, а затем в 1938 году открыла собственную студию на Курфюрстендамм. С самого начала Бинц специализировалась на портретной фотографии. Критики хвалили её за «талант запечатлеть индивидуальность модели» (Berliner Tageblatt).
Сразу после окончания войны в 1945 году Бинц покинула Берлин и обосновалась в Гейдельберге, где прожила до 1949 года. В том же году она переехала в Мангейм, где и умерла в 1970 году в возрасте 67 лет.